# Plinthocoelium chilensis
Plinthocoelium chilensis es una especie de escarabajo longicornio del género Plinthocoelium, tribu Callichromatini, orden Coleoptera. Fue descrita científicamente por Blanchard en 1851.
El período de vuelo ocurre durante los meses de julio, agosto, septiembre, octubre, noviembre y diciembre.

## Descripción
Mide 22-36 milímetros de longitud.

## Distribución
Se distribuye por México y América Central.